# Mockup

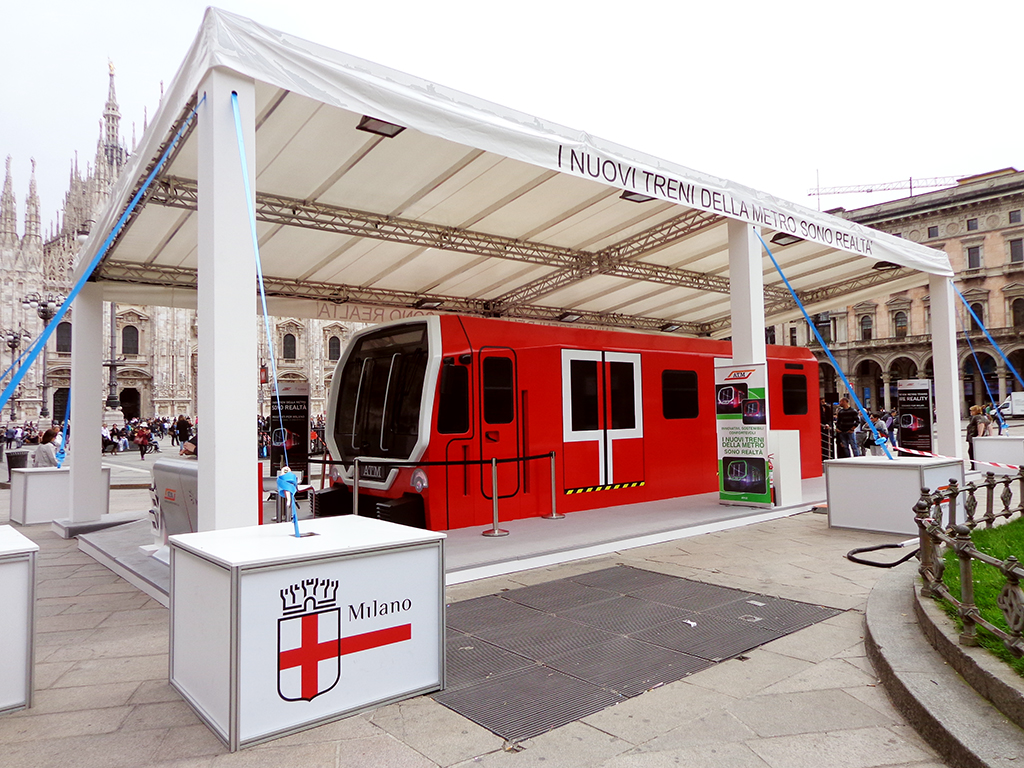
Mockup accessibile dei costruendi convogli Leonardo della M1 di Milano, in Piazza del Duomo

Un mockup, o mock-up, è una realizzazione a scopo illustrativo o meramente espositivo di un oggetto o un sistema, senza le complete funzioni dell'originale; un mockup può rappresentare la totalità o solo una parte dell'originale di riferimento (già esistente o in fase di progetto), essere in scala reale oppure variata.
Differisce dai modelli e soprattutto dai prototipi per via della natura consistentemente fittizia dell'oggetto prodotto, fatto per rappresentare - ed eventualmente rendere fruibili - solo alcuni degli elementi parte dell'originale.
Ad esempio: un'anteprima 1:1 degli interni di una parte di treno prossimo a essere costruito, in cui le persone possano utilizzare i sedili e vedere in funzione i display informativi, illuminazione, apertura porte, ecc., con minima o nulla costruzione degli esterni del treno (omesse o rappresentate tramite immagini/foto).
Chi si dedica professionalmente a tale attività è detto (in lingua inglese) mockup artist.

## Descrizione

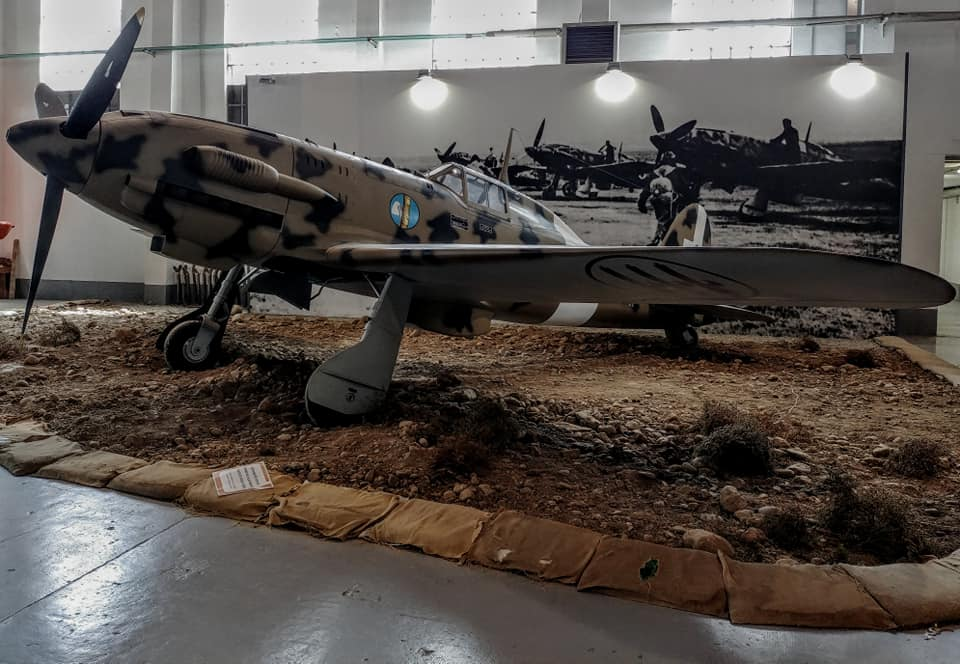
Mockup del caccia Macchi Mc-202 Folgore esposto al Parco e Museo di Volandia

La tecnica del mockup viene utilizzata ogni qualvolta sia necessario avere a disposizione una copia dell'oggetto:
- che attragga l'attenzione, anche enfatizzando colori e forme dell'originale;
- con dimensioni diverse dall'originale, come ad esempio una bottiglia, un'autovettura, un aereo, un fustino di detersivo;
- di materiale diverso dall'originale, che resista alla luce, a temperature diverse, alla manipolazione, che rimanga inalterato nel tempo, come ad esempio un gelato, un budino, una pizza, un hamburger;
- che non debba rispettare le funzioni o l'uso dell'oggetto originale, ossia non si mangia, non ha parti interne in movimento, non vola, non suona, è solo un oggetto che "assomiglia" all'originale o che deve dare un'idea visiva, anche molto dettagliata, di come sarà o dovrà essere l'originale.

È per quest'ultima ragione che il mockup si differenzia nettamente dal modello o dal prototipo fisico.
Uno sviluppo del mockup, che assume il ruolo di vera e propria tecnologia è infine la prototipazione digitale (digital mockup o DMU) per la prototipazione in 3D, utilizzata dagli ingegneri per disegnare e configurare prodotti complessi, senza dover costruire prototipi fisici.

### Mockup artist
L'artista-artigiano specializzato nella realizzazione di mockup lavora prevalentemente per campagne pubblicitarie e scenografie.
Una particolare branca di attività dei mockup artist è rivolta alla divulgazione e agli ausili per l'insegnamento, sia nella creazione di oggetti per l'apprendimento infantile, ma anche ad esempio per le riproduzioni di parti di anatomia umana. È il caso della classica testa umana con il cranio semisezionato per mostrare il cervello.
Oggi l'attività del mockup artist si rivolge anche al web design, con la creazione di modelli di pagine web a partire dal wireframe, eseguiti mediante software grafico (ad esempio Photoshop) e non linguaggi di markup tipo HTML.